# Nakhonszithammarat
Nakhonszithammarat (thaiul írva: นครศรีธรรมราช, angol átírással: Nakhon Si Thammarat) város Dél-Thaiföldön, az azonos nevű tartomány székhelye. Bangkoktól kb. 780 km-re délre fekszik. 
Gazdasági, kulturális központ. 
A város két részre osztható: a történelmi városrész az óratoronytól délre van, az új-város pedig az óratoronytól és a Khlong Na Müangtól északra.

## Történelem
Valószínű, hogy a 8. században már város állt itt. A történelem során többféle néven ismert volt. Marco Polo Lo-Kag-nak hívta, a portugálok Ligor-ként ismerték, a kínai kereskedőknek Tung Ma-ling volt. A helyiek ma is csak Nakhon Szi-nek nevezik. 
Nakhon Szi dicsőséges város volt a Dharavati és Srivijayan korokban. Virágzása tetőpontját Thammasokaraj király alatt érte el a 13. század elején. 
Mikor Szukhothaj, majd Ajutthaja megerősödött, Nakhon lassan hanyatlásnak indult. 

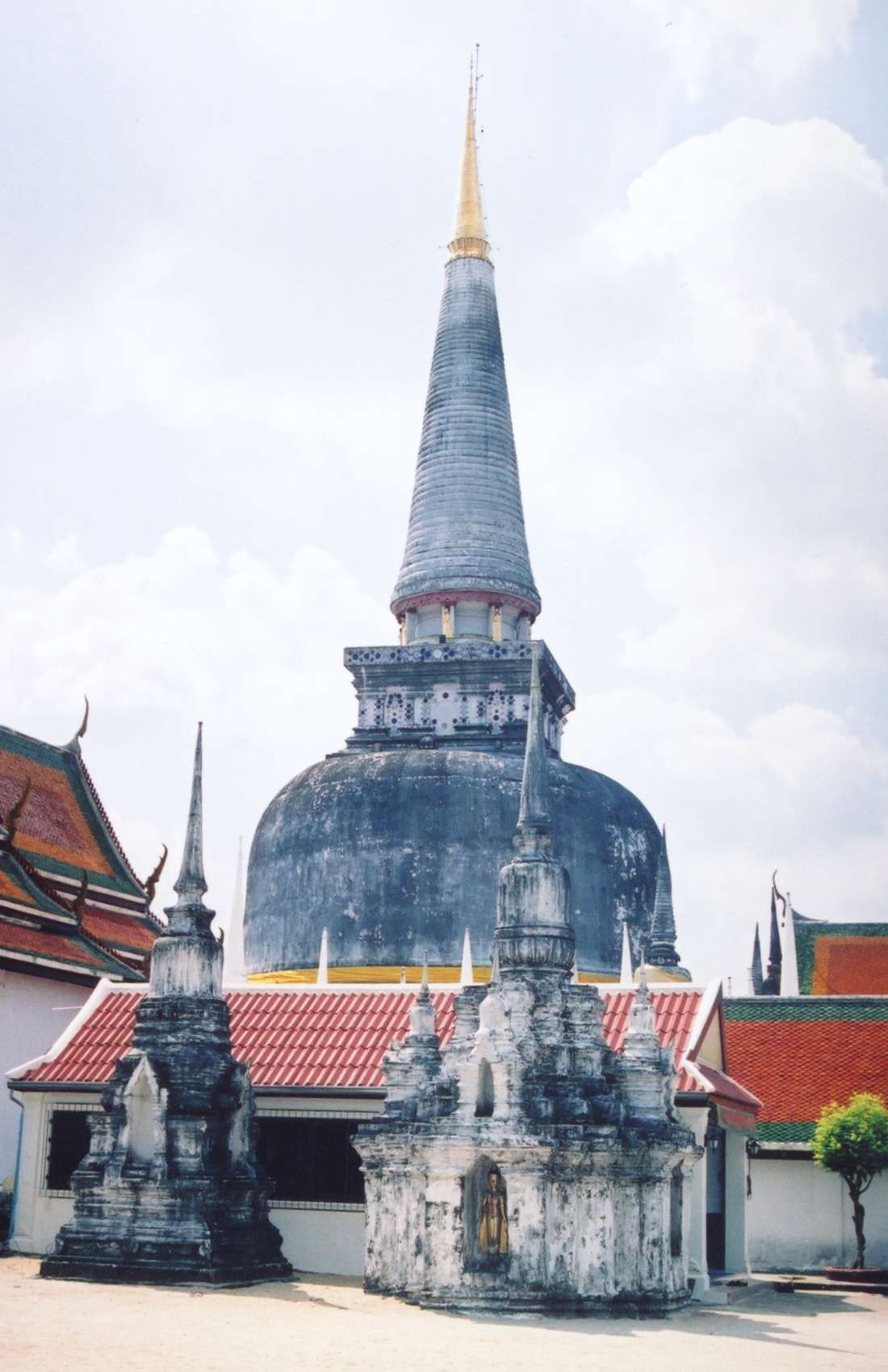
Csedi (Chedi) Phra Baromathat

## Látnivalók
- Wat Phra Mahathat (thai วัดพระมหาธาตุวรมหาวิหาร) a város leghíresebb buddhista temploma (wat) és egyben az egyik legrégebbi Thaiföldön. A templomkörzet udvarán 74 méter magas chedi (sztúpa) (Chedi Phra Baromathat) található, melynek csúcsát 270 kg arany fedi. A templomudvart több mint száz kisebb chedi vesz körbe. A templomtól északra egy kis múzeum is van.
- A régi városfal, mely 2230 méter hosszú.
- Nakhon Si Thammarat Nemzeti Múzeum  - érdekes művészeti gyűjteménnyel
- A város környékén a Khao Luang Nemzeti Park vízesésekkel
- A várostól északra Hat Sichon, továbbá Nai Phlao kókuszpálmás tengerpartja

## Fordítás
Ez a szócikk részben vagy egészben  a   Nakhon Si Thammarat című német Wikipédia-szócikk fordításán alapul.  Az eredeti cikk szerkesztőit annak laptörténete sorolja fel. Ez a jelzés csupán a megfogalmazás eredetét és a szerzői jogokat jelzi, nem szolgál a cikkben szereplő információk forrásmegjelöléseként.